# Gerlinde Kaltenbrunner
Gerlinde Kaltenbrunner (13 de diciembre de 1970, Kirchdorf an der Krems, Austria) es una alpinista austriaca vegana,

reputada escaladora en hielo, es la segunda mujer del mundo que logró ascender 12 de los 14 ochomiles, y la primera en ascender los 14 sin oxígeno adicional.

## Biografía
Su interés en la escalada de montañas se desarrolló a temprana edad, y a los 13 años completó los recorridos del pico local Sturzhahn. Mientras estudiaba enfermería en Viena, continuó mejorando sus habilidades participando en numerosos recorridos de ski, hielo y escalada.
A los 23 años, en 1994 intenta su primer "ochomil", el Broad Peak, teniendo que desistir a unos quince metros de desnivel de la cima, pero a casi 45 minutos de trayecto por la arista que enlaza antecima y cima por la ruta clásica. Lo conseguiría finalmente en el Cho Oyu.
A los 32 años, Gerlinde había ascendido su cuarto ochomil y decidió dedicarse a tiempo completo al montañismo. Dejó su trabajo como enfermera y buscó patrocinadores. Desde entonces ha ascendido otras nueve cimas de más de 8.000 metros.
En 2003, tras renunciar al Kangchenjunga en la cota 7.200 se une al llamado "equipo internacional", liderado por Renzo Corona. Era una expedición que buscaba tres ochomiles consecutivos: Nanga Parbat, Broad Peak y K2. La formaban escaladores de primerísima fila como Urubko, Simone Moro, Iñaki Ochoa, Viesturs, Lafaille, Bogomolov, Pitsov o Zhumayev. Allí Kaltenbrunner se ganó el respeto de todos por su fuerza y determinación, especialmente tras salvar la vida, junto a Ochoa de Olza, al kazajo Damir Molgachev, al que encontraron tirado en la nieve aquejado de un principio de edema cerebral. 
El 24 de marzo de 2007 se casó con su compañero Ralf Dujmovits, al que conoció en la ascensión al Manaslu en 2002 y vive en la Selva Negra (Alemania).
Kaltenbrunner expresó en voz alta dudas sobre los logros de la escaladora italiana Nives Meroi, en concreto sobre la ascensión de Meroi al Dhaulagiri, por lo que Meroi se querelló contra ella. Meroi ha alcanzado once de las cimas, pero su marido y compañero escalador sufre problemas de salud tras el intento frustrado de la duodécima cima.

### Dieta
Kaltenbrunner considera que la dieta es muy importante para el alpinismo. Reconoce que después de muchos años de ser vegetariana, ha pasado al veganismo. Atribuye a dicho cambio de dieta una mejora física (por ejemplo, menor tiempo de regeneración luego de escalar) y mental (mayor concentración).

## Logros destacados
Fue la segunda mujer del mundo que consiguió ascender 12 de los 14 ochomiles (montañas de más de ocho mil metros de altitud sobre el nivel del mar), después de la española Edurne Pasaban. Con su ascensión al K2 que tuvo lugar el 23 de agosto de 2011, se convierte en la primera mujer de la historia en alcanzar los catorce ochomiles sin oxígeno y en estilo alpino.
Sus ascensos a montañas de más de 8.000 metros:
| Año  | Ochomil       |
| ---- | ------------- |
| 1998 | Cho Oyu       |
| 2001 | Makalu        |
| 2002 | Manaslu       |
| 2003 | Nanga Parbat  |
| 2004 | Annapurna I   |
| 2004 | Gasherbrum I  |
| 2005 | Shisha Pangma |
| 2005 | Gasherbrum II |
| 2006 | Kangchenjunga |
| 2007 | Broad Peak    |
| 2008 | Dhaulagiri    |
| 2009 | Lhotse        |
| 2010 | Everest       |
| 2011 | K2            |

Gerlinde ha intentado las siguientes ascensiones sin alcanzar la cima: Broad Peak (1994), Shisha Pangma (2000), Kangchenjunga (2003), Monte Everest (2005), Lhotse (2006), Dhaulagiri (2007) y K2 (2007, 2009 y 2010). En la mencionada expedición al Dhaulagiri sobrevivió con mucha fortuna a una avalancha que sepultó su tienda en el campamento II y de la que no salieron con vida los montañeros españoles Santiago Sagaste y Ricardo Valencia, que se encontraban a pocos metros de ella.
Consiguió alcanzar la cima del Broad Peak el 12 de julio de 2007 junto con Edurne Pasaban. En mayo de 2008, Kaltenbrunner ascendió el Dhaulagiri, como hizo Pasaban el mismo día. Ambas mantienen una gran amistad.
El 20 de mayo de 2009 coronó el Lhotse (8.516 m), junto a Ralf Dujmovits -que con este sumó su decimocuarto "ochomil"-, Hirotaka Takeuchi, el cámara David Götller y Xavier Arias, que coincidió con ellos inesperadamente, ya que escalaba en solitario.
En agosto de 2010 intentó de nuevo alcanzar la cima del K2, el único "ochomil" que aún no había alcanzado. Así, se convertiría en la primera mujer en escalar todos los "ochomiles" sin utilizar oxígeno artificial y sin la ayuda de sherpas de altura. Escalaba en compañía del sueco Fredrik Ericsson, que intentaba hacer una serie de "ochomiles" para bajarlos posteriormente con esquís de travesía, cuando murió al caer por un cortado de unos 3000 metros. Kaltenbrunner suspendió su intento y, tras participar en una ceremonia funeraria en honor del fallecido, decidió regresar a casa.
Tras unos meses de profunda reflexión y muy deprimida por el costo tan extraordinario de sus actividades, en julio de 2011 se pone de nuevo en marcha hacia el Karakorum. A las 18:18 h (hora local) del 23 de agosto, alcanza la cumbre del K2 con el equipo formado por Maxut Zumayer, Vassily Pivtsov y Darek Zaluski.
En esa expedición, Dujmovits decidió darse la vuelta (ya había coronado la cima anteriormente, al contrario que Kaltenbrunner) y apoyar desde el campo base, debido al extremo riesgo que supuso. Hay que tener en cuenta que, amén de intentarlo sin oxígeno, se hizo por la cara norte, o cara china, más escarpada, con peor tiempo, y con mayor riesgo de aludes. Posteriormente, Dujmovists declaró: "temí realmente no volver a verla". Entre la pareja existía una norma clara, que ninguno de los dos se interpondría en la decisión del otro si quería seguir adelante en alguna ascensión.